# عراق و سلاح‌های کشتار جمعی
عراق از سال۱۹۶۲ تا ۱۹۹۱، زمانی که ذخایر سلاح‌های شیمیایی خود را منهدم کرد و برنامه‌های سلاح‌های بیولوژیکی و هسته‌ای خود را طبق الزام شورای امنیت سازمان ملل متوقف کرد، به‌طور فعال تحقیق کرد و بعداً از سلاح‌های کشتار جمعی (WMD) استفاده کرد. پنجمین رئیس‌جمهور عراق، صدام حسین، در سطح بین‌المللی به دلیل استفاده از سلاح‌های شیمیایی در طول مبارزات انتخاباتی دهه۱۹۸۰ علیه غیرنظامیان ایرانی و کرد در طول جنگ ایران و عراق و پس از آن محکوم شد. در دهه۱۹۸۰، صدام برنامه سلاح‌های بیولوژیکی گسترده و برنامه سلاح‌های هسته‌ای را دنبال کرد، اگرچه بمب هسته‌ای ساخته نشد. پس از جنگ خلیج فارس (۱۹۹۰–۱۹۹۱)، سازمان ملل متحد (به همراه دولت عراق) مقادیر زیادی از سلاح‌های شیمیایی عراق و تجهیزات و مواد مربوطه را شناسایی و منهدم کردند. عراق برنامه‌های شیمیایی، بیولوژیکی و هسته‌ای خود را متوقف کرد.
در اوایل دهه ۲۰۰۰، دولت جورج دبلیو بوش و دولت تونی بلر تأکید کردند که برنامه‌های سلاح‌هایی صدام حسین در حال ساخت سلاح‌های هستند و ذخایر بزرگی از سلاح‌های کشتار جمعی در عراق پنهان شده است. بازرسی‌های سازمان ملل برای حل و فصل مسائل حل نشده خلع سلاح بین نوامبر۲۰۰۲ و مارس۲۰۰۳، تحت قطعنامه ۱۴۴۱ شورای امنیت سازمان ملل، که از حسین خواسته بود «همکاری فوری، بدون قید و شرط و فعال» را با بازرسی‌های سازمان ملل و آژانس بین‌المللی انرژی اتمی، به زودی آغاز کند. قبل از اینکه کشورش مورد حمله قرار گیرد. ایالات متحده تأکید کرد که عدم همکاری مکرر صدام حسین نقض قطعنامه۱۴۴۱ است، اما نتوانست شورای امنیت سازمان ملل متحد را متقاعد کند که مجوز استفاده از زور را به دلیل کمبود شواهد به تصویب برساند. با وجود این، بوش تأکید کرد که اقدامات مسالمت آمیز نمی‌تواند عراق را از سلاح‌هایی که ادعا می‌کرد در اختیار دارد خلع سلاح کند و در عوض جنگ دوم خلیج فارس را آغاز کرد. یک سال بعد، سنای ایالات متحده به طور رسمی گزارش سنا از اطلاعات پیش از جنگ در مورد عراق را منتشر کرد که در آن به این نتیجه رسیدند که بسیاری از اظهارات قبل از جنگ دولت بوش در مورد سلاح‌های کشتار جمعی عراق گمراه کننده بود. بازرسی‌های تحت رهبری ایالات متحده بعداً نشان داد که عراق قبلاً تولید و انباشت سلاح‌های کشتار جمعی فعال را متوقف کرده است. جنگ توسط بسیاری از جمله جان مک کین، نامزد جمهوریخواه ریاست جمهوری سال۲۰۰۸، یک «اشتباه» خوانده شد.
عراق پروتکل ژنو را در سال۱۹۳۱،معاهده منع گسترش سلاح‌های هسته‌ای در سال۱۹۶۹ و کنوانسیون سلاح‌های بیولوژیکی را در سال۱۹۷۲ امضا کرد، اما تا ۱۱ ژوئن۱۹۹۱ آن را تصویب نکرد. عراق کنوانسیون سلاح‌های شیمیایی را در ژانویه ۲۰۰۹ به تصویب رساند و یک ماه بعد در ۱۲ فوریه برای عراق لازم الاجرا شد.

## تاریخ

### توسعه برنامه ۱۹۶۰–دهه ۱۹۸۰

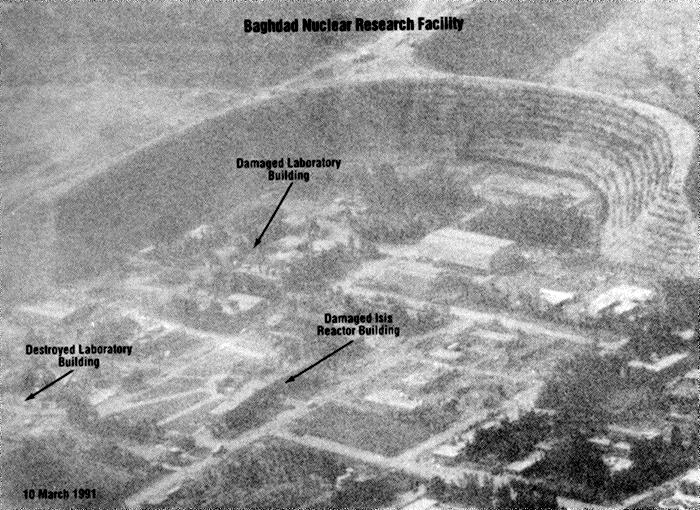
تأسیسات تحقیقات هسته‌ای بغداد - ۱۰ مارس ۱۹۹۱. مرکز تحقیقات هسته‌ای تویتا، بغداد، پس از حمله.

۱۹۵۹–۱۷اوت اتحاد جماهیر شوروی و عراق توافقنامه ای را برای اتحاد جماهیر شوروی برای ساخت نیروگاه هسته‌ای امضا کردند و یک برنامه هسته‌ای را به عنوان بخشی از درک متقابل خود ایجاد کردند.
۱۹۶۸- یک راکتور تحقیقاتی IRT-2000 توسط شوروی به همراه تعدادی از تأسیسات دیگر که می‌توانستند برای تولید رادیوایزوتوپ مورد استفاده قرار گیرند در نزدیکی بغداد ساخته شد.
۱۹۷۵- صدام حسین وارد مسکو شد و دربارهٔ ساخت مدل پیشرفته یک نیروگاه اتمی سؤال کرد. مسکو تنها در صورتی موافقت می‌کند که این ایستگاه توسط آژانس بین‌المللی انرژی اتمی تنظیم شود، اما عراق نپذیرفت. با این حال، توافقنامه همکاری در ۱۵ آوریل امضا شد که جایگزین توافقنامه ۱۹۵۹ شد.
پس از ۶ماه فرانسه با فروش۷۲ کیلوگرم اورانیوم ۹۳ درصدو ساخت نیروگاه هسته ای بدون کنترل آژانس بین‌المللی انرژی اتمی به قیمت ۳ دلاربیلیون موافقت کرد.
در اوایل دهه۱۹۷۰، صدام حسین دستور ایجاد یک برنامه مخفیانه سلاح‌های هسته ای را صادر کرد. برنامه‌های سلاح‌های کشتار جمعی عراق توسط شرکت‌ها و دولت‌های مختلف در دهه‌های۱۹۷۰ و ۱۹۸۰ کمک می‌شد. به عنوان بخشی از پروژه ۹۲۲، عراق تأسیسات سلاح‌های شیمیایی مانند آزمایشگاه‌ها، پناهگاه‌ها، ساختمان اداری و اولین ساختمان‌های تولیدی را در اوایل دهه۱۹۸۰ تحت پوشش یک کارخانه آفت کش ساخت. شرکت‌های آلمانی در مجموع ۱۰۲۷تن پیش سازهای گاز خردل، سارین، تابون و گازهای اشک آور ارسال کردند. این کار به عراق اجازه داد تا در سال‌های ۱۹۸۳ و ۱۹۸۴ به ترتیب ۱۵۰ تن عامل خردل و ۶۰ تن تابون تولید کند که در طول دهه ادامه یافت. پنج شرکت آلمانی دیگر تجهیزاتی را برای تولید سم بوتولین و مایکوتوکسین برای مبارزه با میکروب‌ها فراهم کردند. در سال۱۹۸۸، مهندسان آلمانی داده‌های سانتریفیوژ را ارائه کردند که به عراق کمک کرد برنامه سلاح‌های هسته ای خود را گسترش دهد. تجهیزات آزمایشگاهی و اطلاعات دیگر ارائه شد که بسیاری از مهندسان آلمانی در آن شرکت داشتند. در مجموع، ۵۲ درصد از تجهیزات بین‌المللی سلاح‌های شیمیایی عراق منشأ آلمانی داشتند. مؤسسه دولتی برای تولید آفت کش ها(SEPP) رسانه‌های کشت و انکوباتورها را به تجارت مهندسی آب آلمان سفارش داد.

#### کمک غرب به برنامه سلاح‌های کشتار جمعی عراق

##### ایالات متحده
ایالات متحده در طول جنگ ایران و عراق با بیش از ۵۰۰ دلار از عراق حمایت کرد میلیون دلار تجهیزات دو منظوره که توسط وزارت بازرگانی تأیید شده است. در میان آنها رایانه‌های پیشرفته ای وجود داشت که برخی از آنها در برنامه هسته ای عراق استفاده می‌شد. مجموعه غیرانتفاعی فرهنگ عمومی آمریکایی و مراکز کنترل بیماری تا سال۱۹۸۹ نمونه‌های بیولوژیکی سیاه زخم، ویروس نیل غربی و بوتولیسم را به عراق می‌فروختند یا ارسال می‌کردند که عراق ادعا می‌کرد برای تحقیقات پزشکی به آن نیاز دارد. تعدادی از این مواد برای برنامه تحقیقاتی سلاح‌های بیولوژیکی عراق و برخی دیگر برای تولید واکسن مورد استفاده قرار گرفتند.به‌عنوان مثال، طبق گفته چارلز دوئلفر، برای مثال، ارتش عراق روی سویه مجموعه غیرانتفاعی فرهنگ عمومی آمریکایی۱۴۵۷۸ به عنوان سویه انحصاری سیاه زخم برای استفاده به عنوان یک سلاح بیولوژیکی مستقر شد.
دولت ایالات متحده هیئتی از دانشمندان سلاح‌هایی عراقی را به «کنفرانس انفجار» در اوت۱۹۸۹ در پورتلند، اورگان دعوت کرد. در کنفرانس وزارت دفاع و وزارت انرژی ایالات متحده کارشناسانی حضور داشتند که به عراقی‌ها و سایر شرکت کنندگان توضیح دادند که چگونه امواج شوک را در هر پیکربندی مورد نیاز ایجاد کنند. این کنفرانس شامل سخنرانی‌هایی در مورد اچ‌ام‌ایکس، یک ماده منفجره قوی که عموماً برای انفجار هسته‌ای ترجیح داده می‌شود، و در صفحات پرواز، که دستگاه‌هایی برای تولید نوع خاصی از امواج ضربه‌ای لازم برای اشتعال بمب هسته‌ای هستند، بود. هر دو صفحه اچ‌ام‌ایکس و فلایر در واقع بعداً توسط بازرسان سلاح‌هایی سازمان ملل در سایت‌های تحقیقاتی هسته ای عراق پیدا شدند.

##### بریتانیا
در اواخر دهه۱۹۸۰، بریتانیا مخفیانه به شرکت سلاح‌هایی ماتریکس چرچیل اجازه داد تا قطعات برنامه سلاح‌هایی صدام حسین را تأمین کند، در حالی که صنعت بریتانیا جرالد بول را در حین توسعه ابر تفنگ عراقی تأمین می‌کرد. در مارس۱۹۹۰، یک مورد از ماشه‌های هسته ای به مقصد عراق در فرودگاه هیترو کشف و ضبط شد. اسکات ریپورت از محرمانه بودن ماجرای اسلحه به عراق را در زمان مشخص شدن آن فاش کرد. بریتانیا همچنین یک کارخانه کلر را تأمین مالی کرد که قرار بود برای تولید گاز خردل استفاده شود.
برنامه سلاح‌های هسته ای عراق در سال۱۹۸۱ با شکست جدی مواجه شد، زمانی که راکتور اوسیراک، که می‌توانست مواد هسته ای قابل استفاده از سلاح را تولید کند، قبل از راه اندازی توسط اسرائیل بمباران شد. با این حال، دیوید آلبرایت و مارک هیبز، که برای بولتن دانشمندان اتمی می‌نویسند، با این دیدگاه مخالفند. آنها می‌گویند که بسیاری از چالش‌های فن آوری حل نشده وجود دارد.

### جنگ ایران و عراق
در سال۱۹۸۰،آژانس اطلاعات دفاعی ایالات متحده گزارشی مبنی بر اینکه عراق به مدت چندین سال به‌طور فعال در حال دستیابی به ظرفیت‌های سلاح‌های شیمیایی بوده است، ارائه کرد که بعداً ثابت شد که درست است. در نوامبر۱۹۸۰، دو ماه پس از جنگ ایران و عراق، اولین گزارش استفاده از سلاح‌های شیمیایی زمانی رخ داد که رادیو تهران از حمله با گاز سمی نیروهای عراقی به سوسنگرد خبر داد. سازمان ملل متحد گزارش داد که بسیاری از حمله‌های مشابه در سال بعد رخ داد و ایران را به توسعه و استقرار قابلیت گاز خردل سوق داد. تا سال۱۹۸۴، عراق در برابر حمله‌های «موج انسانی» ایران از گازهای سمی استفاده می‌کرد.در طول جنگ ایران و عراق از سلاح‌های شیمیایی به‌طور گسترده علیه ایران استفاده شد. در ۱۴ ژانویه۱۹۹۱، آژانس اطلاعات دفاعی اعلام کرد که یک مأمور عراقی، تلفات آبله نظامی را که به گفته خودش در سال۱۹۸۵ یا۱۹۸۶ دیده است، با عبارات دقیق پزشکی توصیف کرده است. دو هفته بعد، مرکز اطلاعات پزشکی نیروهای مسلح گزارش داد که هشت نفر از ۶۹اسیر جنگی عراقی که آزمایش خون آنها انجام شد، مصونیت نسبت به آبله را نشان دادند که از سال۱۹۷۱ به‌طور طبیعی در عراق رخ نداده بود. همین زندانیان نیز برای سیاه زخم تلقیح شده بودند. فرض بر این است که عراق در این جنگ از آبله و سیاه زخم استفاده کرده است.
واشینگتن پست گزارش داد که در سال۱۹۸۴ سیا مخفیانه شروع به ارائه اطلاعات به ارتش عراق در طول جنگ ایران و عراق کرد. این شامل اطلاعاتی برای هدف قرار دادن حمله‌های سلاح‌های شیمیایی بود. در همان سال پزشکان اروپایی و هیئت‌های متخصص سازمان ملل بدون تردید تأیید کردند که عراق از سلاح‌های شیمیایی علیه ایرانی‌ها استفاده می‌کند. سلاح‌های شیمیایی یک بار هم علیه قیام مردمی شیعیان در جنوب عراق در سال1991 استفاده شد. برآوردهای ایران پس از جنگ نشان داد که بیش از ۱۰۰۰۰۰ایرانی در طول جنگ هشت ساله با عراق تحت تأثیر سلاح‌های شیمیایی صدام حسین قرار گرفتند. ایران پس از ژاپن دومین کشور آسیب دیده جهان از نظر سلاح‌های کشتار جمعی است. برآورد رسمی تعداد غیرنظامی آلوده در شهرهای مرزی یا فرزندان و بستگان جانبازان را که بسیاری از آنها دچار عوارض خونی، ریوی و پوستی شده‌اند، شامل نمی‌شود. بر اساس گزارش‌های رسمی، عوامل گاز اعصاب بلافاصله حدود ۲۰۰۰۰سرباز ایرانی را کشتند. از ۹۰٬۰۰۰بازمانده، حدود۵٬۰۰۰ به‌طور منظم به دنبال درمان هستند و حدود۱٬۰۰۰ هنوز با شرایط شدید و مزمن در بیمارستان بستری هستند. بسیاری دیگر تحت تأثیر گاز خردل قرار گرفتند. علیرغم برکناری صدام حسین و دولت او توسط نیروهای آمریکایی، در ایران نارضایتی و خشم عمیقی وجود دارد که این کشورهای غربی بودند که در وهله اول به عراق کمک کردند تا زرادخانه سلاح‌های شیمیایی خود را توسعه دهد و هدایت کند و دنیا هیچ کاری برای مجازات عراق انجام نداد. ایالات متحده و بریتانیا از محکومیت حمله‌های شیمیایی شناخته شده عراق در شورای امنیت سازمان ملل جلوگیری کردند. در طول جنگ هیچ قطعنامه ای تصویب نشد که به‌طور خاص استفاده عراق از سلاح‌های شیمیایی را مورد انتقاد قرار دهد، علیرغم تمایل اکثریت برای محکوم کردن این استفاده. در ۲۱ مارس۱۹۸۶ شورای امنیت سازمان ملل متحد پذیرفت «سلاح‌های شیمیایی توسط نیروهای عراقی علیه نیروهای ایرانی استفاده شده است». این بیانیه با مخالفت ایالات متحده روبرو شد، تنها کشوری که در شورای امنیت به آن رای منفی داد، (انگلیس رای ممتنع داد)
در ۲۳ مارس ۱۹۸۸، منابع رسانه ای غربی از حلبچه در کردستان عراق گزارش دادند که چند روز قبل از حمله شیمیایی گسترده عراق به این شهرک. برآوردهای بعدی حاکی از آن بود که ۷۰۰۰نفر کشته و ۲۰۰۰۰نفر زخمی شده‌اند. حمله گاز سمی حلبچه خشم بین‌المللی را علیه عراقی‌ها برانگیخت. بعداً در همان سال، سنای ایالات متحده قانون جلوگیری از نسل‌کشی در سال۱۹۸۸ را پیشنهاد کرد که تمام کمک‌های ایالات متحده به عراق را قطع کرد و واردات نفت عراق را متوقف کرد. دولت ریگان با این لایحه مخالفت کرد و آن را زودرس خواند و در نهایت از اجرایی شدن آن جلوگیری کرد، تا حدی به دلیل ارزیابی اشتباه آژانس اطلاعات دفاعی که ایران را مسئول این حمله می‌دانست. در زمان حمله این شهر در اختیار نیروهای ایرانی و چریک‌های کرد عراقی متحد با تهران بود. عراقی‌ها حمله حلبچه را به نیروهای ایرانی متهم کردند. این هنوز موقعیت صدام حسین در اسارتش در دسامبر ۲۰۰۳ بود. در ۲۱ اوت۲۰۰۶، محاکمه صدام حسین و شش متهم از جمله حسن المجید ("علی شیمیایی") به اتهام نسل‌کشی علیه کردها آغاز شد. در حالی که این محاکمه حمله حلبچه را پوشش نمی‌دهد، اما حمله‌های به روستاهای دیگر در جریان عملیات «انفال» عراق را که ادعا می‌شود شامل بمباران با سلاح‌های شیمیایی بوده است، پوشش می‌دهد.

#### حمله‌های با سلاح شیمیایی
| محل             | سلاح استفاده شده  | تاریخ                | تلفات                   |
| --------------- | ----------------- | -------------------- | ----------------------- |
| حاج عمران       | خردل              | اوت ۱۹۸۳             | کمتر از ۱۰۰ ایرانی/کردی |
| پنجوین          | خردل              | اکتبر تا نوامبر ۱۹۸۳ | ۳۰۰۱ ایرانی/کردی        |
| جزیره مجنون     | خردل              | فوریه – مارس ۱۹۸۴    | ۲۵۰۰ ایرانی             |
| البصره          | تابون             | مارس ۱۹۸۴            | ۵۰ تا ۱۰۰ ایرانی        |
| مرداب حویزه     | خردل و تابون      | مارس ۱۹۸۵            | ۳۰۰۰ ایرانی             |
| الفاو           | خردل و تابون      | فوریه ۱۹۸۶           | ۸۰۰۰ تا ۱۰۰۰۰ ایرانی    |
| ام الرصاص       | خردل              | دسامبر ۱۹۸۶          | ۱۰۰۰ ایرانی             |
| البصره          | خردل و تابون      | آوریل ۱۹۸۷           | ۵۰۰۰ ایرانی             |
| سومار / مهران   | خردل و عامل اعصاب | اکتبر ۱۹۸۷           | ۳۰۰۰ ایرانی             |
| حلبچه           | خردل و عامل اعصاب | مارس ۱۹۸۸            | کرد/ایرانی دهه ۷۰۰۰     |
| الفاو           | خردل و عامل اعصاب | آوریل ۱۹۸۸           | ۱۰۰۰ ایرانی             |
| دریاچه ماهی     | خردل و عامل اعصاب | مه ۱۹۸۸              | صدها یا هزاران ایرانی   |
| جزایر مجنون     | خردل و عامل اعصاب | ژوئن ۱۹۸۸            | صدها یا هزاران ایرانی   |
| مرز جنوب مرکزی  | خردل و عامل اعصاب | ژوئیه ۱۹۸۸           | صدها یا هزاران ایرانی   |
| نجف منطقه کربلا | عامل اعصاب و CS   | مارس ۱۹۹۱            | ناشناخته                |

### جنگ خلیج ۱۹۹۱
در ۲ آگوست ۱۹۹۰،عراق به کویت حمله کرد و در سطح بین‌المللی به شدت محکوم شد.
ائتلاف بین‌المللی از ملت‌ها به رهبری ایالات متحده، کویت را در سال۱۹۹۱ آزاد کرد.
بر اساس مقررات آتش‌بس سازمان ملل که در قطعنامه۶۸۶ شورای امنیت و در قطعنامه۶۸۷ آمده است، عراق در قطعنامه۶۸۶ از توسعه، داشتن یا استفاده از سلاح‌های شیمیایی، بیولوژیکی و هسته ای منع شده است. همچنین در این معاهده موشک‌هایی با برد بیش از ۱۵۰ کیلومتر ممنوع شده بود. کمیسیون ویژه سازمان ملل متحد در عراق (UNSCOM) برای انجام بازرسی‌های سلاح‌هایی در عراق ایجاد شد و آژانس بین‌المللی انرژی اتمی (IAEA) باید نابودی برنامه هسته ای عراق را راستی آزمایی کند.

### بازرسی‌های سازمان ملل

#### بازرسی‌های کمیسیون ویژه سازمان ملل متحد در عراق ۱۹۹۱–۱۹۹۸
کمیسیون ویژه سازمان ملل متحد در عراق پس از حمله به کویت در سال۱۹۹۰برای بازرسی از تأسیسات سلاح‌هایی عراق تشکیل شد. ابتدا رولف اکیوس و بعداً توسط ریچارد باتلر رهبری شد. در طی چندین بازدید از عراق توسط یونسکام، بازرسان سلاح‌های با ریحاب رشید طه، زیست‌شناس عراقی تحصیل کرده بریتانیایی مصاحبه کردند. بر اساس گزارشی از آژانس اطلاعات دفاعی ایالات متحده در سال۱۹۹۹، طاها که معمولاً ملایم رفتار می‌کرد، هر زمان که کمیسیون ویژه سازمان ملل متحد در عراق از او در مورد الحکم سؤال می‌کرد، فریاد می‌زد، جیغ می‌زد و یک بار صندلی را می‌کوبید، در حالی که اصرار داشت که الحکم. یک گیاه خوراک جوجه بود.چارلز دوئلفر، معاون رئیس اجرایی کمیسیون ویژه سازمان ملل متحد در عراق، بعداً به خبرنگاران گفت: «چند چیز عجیبی در مورد این کارخانه تولید خوراک حیوانات وجود داشت که با پدافند هوایی گسترده اطراف آن شروع شد». این تأسیسات توسط کمیسیون ویژه سازمان ملل متحد در عراق در سال۱۹۹۶ تخریب شد.
در سال۱۹۹۵، بازرس اصلی سلاح‌های کمیسیون ویژه سازمان ملل متحد در عراق، دکتر راد بارتون از استرالیا، اسنادی را که توسط کمیسیون ویژه سازمان ملل متحد در عراق بدست آمده بود به طاها نشان داد که نشان می‌داد دولت عراق به تازگی ۱۰ تن محیط رشد را از یک شرکت انگلیسی به نام اکسید خریداری کرده است. محیط رشد مخلوطی از قندها، پروتئین‌ها و مواد معدنی است که مواد مغذی را برای رشد میکروارگانیسم‌ها فراهم می‌کند. می‌توان از آن در بیمارستان‌ها و آزمایشگاه‌های تحقیقاتی میکروبیولوژی/زیست‌شناسی مولکولی استفاده کرد. در بیمارستان‌ها، سواب‌های بیماران را برای اهداف تشخیصی در ظروف حاوی محیط رشد قرار می‌دهند. مصرف بیمارستان‌های عراق از محیط رشد فقط ۲۰۰ بود کیلوگرم در سال؛ اما در سال۱۹۸۸، عراق ۳۹ تن از آن را وارد کرد. با نشان دادن این شواهد توسط کمیسیون ویژه سازمان ملل متحد در عراق، طاها به بازرسان اعتراف کرد که ۱۹۰۰۰ لیتر سم بوتولینوم رشد کرده است. ۸۰۰۰ لیتر سیاه زخم ; ۲۰۰۰ لیتر آفلاتوکسین که می‌تواند باعث نارسایی کبد شود.کلستریدیوم پرفرنجنس، باکتری که می‌تواند باعث گانگرن گازی شود. و ریسین او همچنین اعتراف کرد که تحقیقاتی در مورد وبا، سالمونلا، بیماری تب و برفکی و آبله شتر انجام داده است، بیماری که از تکنیک‌های رشدی مشابه آبله استفاده می‌کند، اما کار با آن برای محققان بی‌خطرتر است. به دلیل کشف کار طاها با آبله شتر بود که سرویس‌های اطلاعاتی آمریکا و بریتانیا نگران بودند که صدام حسین در حال برنامه‌ریزی برای مسلح کردن ویروس آبله باشد. عراق در سال۱۹۷۱ شیوع آبله داشت و مرکز اطلاعات سلاح‌های، عدم تکثیر و کنترل سلاح‌های (WINPAC) معتقد بود که دولت عراق مواد آلوده را حفظ کرده است.
بازرسان می‌ترسیدند که تیم طاها روی انسان‌ها آزمایش کرده باشند. در طی یک بازرسی، آنها دو محفظه استنشاقی به اندازه پستانداران را کشف کردند، یکی به اندازه ۵ متر مکعب، اگرچه هیچ مدرکی وجود نداشت که عراقی‌ها از پریمات‌های بزرگ در آزمایشات خود استفاده کرده باشند. به گفته بازرس سابق اسلحه اسکات ریتر در کتاب خود در سال۱۹۹۹ پایان بازی: حل بحران عراق، کمیسیون ویژه سازمان ملل متحد در عراق دریافت که بین ۱ ژوئیه و ۱۵ اوت۱۹۹۵٬۵۰ زندانی از زندان ابوغریب به یک پست نظامی در الحدیثه منتقل شدند. شمال غرب عراق گروه‌های مخالف عراقی می‌گویند که دانشمندان به زندانیان سیاه زخم اسپری کردند، اگرچه هیچ مدرکی برای حمایت از این ادعاها ارائه نشد. در طی یک آزمایش، به بازرسان گفته شد که ۱۲زندانی را به تیرها بستند در حالی که گلوله‌های مملو از سیاه زخم در همان نزدیکی منفجر شدند. تیم ریتر خواستار دیدن اسنادی از زندان ابوغریب شد که تعداد زندانیان را نشان می‌داد. ریتر می‌نویسد که آنها کشف کردند که رکوردهای ژوئیه و آگوست ۱۹۹۵ گم شده است. دولت عراق در پاسخ به درخواست توضیح دربارهٔ اسناد مفقود، متهم کرد که ریتر برای سیا کار می‌کرد و از دسترسی کمیسیون ویژه سازمان ملل متحد در عراق به برخی سایت‌ها مانند مقر حزب بعث خودداری کرد. اگرچه اکئوس گفته است که در برابر تلاش برای چنین جاسوسی مقاومت کرده است، از آن زمان تاکنون اتهامات زیادی علیه کمیسیون آژانس تحت رهبری باتلر مطرح شده است، اتهاماتی که باتلر آنها را رد کرده است.
در آوریل۱۹۹۱ عراق اولین اعلامیه خود را از برنامه‌های سلاح‌های شیمیایی خود ارائه کرد. اعلامیه‌های بعدی ارسال شده توسط عراق در ژوئن ۱۹۹۲، مارس ۱۹۹۵، ژوئن ۱۹۹۶ تنها پس از فشار کمیسیون ویژه سازمان ملل متحد در عراق بود. در فوریه ۱۹۹۸، کمیسیون ویژه سازمان ملل متحد در عراق به اتفاق آرا اعلام کرد که پس از هفت سال تلاش برای تعیین میزان برنامه‌های سلاح‌های شیمیایی عراق، عراق هنوز اطلاعات کافی را به کمیسیون نداده است تا به این نتیجه برسد که عراق تمام مراحل خلع سلاح مورد نیاز قطعنامه‌های شورای امنیت را انجام داده است.
در آگوست ۱۹۹۱ عراق به تیم بازرسی بیولوژیکی کمیسیون ویژه سازمان ملل متحد در عراق اعلام کرد که در واقع برنامه سلاح‌های بیولوژیکی دارد اما این برنامه برای اهداف دفاعی است.عراق پس از مدت کوتاهی اولین اعلامیه سلاح‌های بیولوژیکی خود را ارائه کرد. پس از آن که کمیسیون ویژه سازمان ملل متحد در عراق اعلام کرد که چنین اعلامیه‌هایی ناقص هستند، فشار بیشتری بر عراق وارد شد تا به‌طور کامل و کامل اعلام کند.دومین افشای سلاح‌های بیولوژیکی در مارس۱۹۹۵ صورت گرفت. پس از تحقیقات کمیسیون ویژه سازمان ملل متحد در عراق و کشف شواهد غیرقابل انکار، عراق مجبور شد برای اولین بار به وجود برنامه سلاح‌های بیولوژیکی تهاجمی اعتراف کند.اما عراق هنوز سلاح‌های را رد می‌کند. فشار بیشتر کمیسیون ویژه سازمان ملل متحد در عراق منجر به سومین افشای سلاح‌های بیولوژیکی ممنوعه از عراق در اوت۱۹۹۵ شد. تنها پس از آنکه ژنرال حسین کامل المجید، وزیر صنعت و مواد معدنی و مدیر سابق شرکت صنعتی سازی نظامی عراق، با مسئولیت تمامی برنامه‌های سلاح‌هایی عراق، از عراق به اردن گریخت، عراق مجبور شد فاش کند که برنامه جنگ بیولوژیکی خود بسیار بیشتر است. گسترده‌تر از آنچه قبلاً پذیرفته شده بود و این برنامه شامل سلاح‌های بود.در این زمان، عراق اعتراف کرد که به توانایی تولید موشک‌های دوربردتر از آنچه قبلاً پذیرفته شده بود، دست یافته است. در این مرحله، عراق اسناد بیشتری را در اختیار کمیسیون ویژه سازمان ملل متحد در عراق و آژانس بین‌المللی انرژی اتمی قرار می‌دهد که نشان می‌دهد حسین کامل المجید در یک مزرعه مرغ مخفی شده است. این اسناد به توسعه گاز وی‌ایکس عراق و تلاش‌های این کشور برای توسعه سلاح هسته ای آشکارتر می‌شود.اعلامیه‌های بیشتری در ژوئن۱۹۹۶ و سپتامبر ۱۹۹۷ به دنبال خواهد داشت. با این حال، در آوریل و ژوئیه ۱۹۹۸، تیم سلاح‌های بیولوژیکی و رئیس اجرایی کمیسیون ویژه سازمان ملل متحد در عراق ارزیابی کردند که هفت سال پس از اولین اعلامیه‌ها در سال۱۹۹۱، اظهارات عراق هنوز «غیرقابل تأیید» و «ناقص و ناکافی».
در آگوست ۱۹۹۸، ریتر از سمت خود به عنوان بازرس سلاح‌های سازمان ملل استعفا داد و به شدت از دولت کلینتون و شورای امنیت سازمان ملل به دلیل عدم جدیت کافی در مورد اصرار بر نابودی سلاح‌های کشتار جمعی عراق انتقاد کرد. ریتر همچنین کوفی عنان دبیرکل سازمان ملل را متهم کرد که به تلاش‌های عراق برای ممانعت از کار کمیسیون ویژه سازمان ملل متحد در عراق کمک می‌کند. ریتر در ۲۷ اوت۱۹۹۸ گفت: «عراق خلع سلاح نمی‌شود» و در بیانیه دوم، «عراق توانایی حمله شیمیایی را حفظ می‌کند». در سال۱۹۹۸ بازرسان سلاح‌هایی کمیسیون ویژه سازمان ملل متحد در عراق عراق را ترک کردند. بحث‌های قابل توجهی در مورد اینکه آیا آنها توسط مقام‌های عراقی «عقب‌نشینی»، «اخراج» از کشور شدند (همان‌طور که جورج دبلیو بوش در سخنرانی «محور شرارت» خود ادعا کرد) وجود دارد، یا آنها تصمیم به ترک گرفتند زیرا احساس کردند دستانشان به این سمت است. به قدری گره خورده است که مأموریت را ناامیدکننده ببیند. به گفته خود باتلر در کتاب خود به نام «صدام سرپیچی»، پیتر بورلی، سفیر ایالات متحده، به دستور واشینگتن بود که به باتلر پیشنهاد کرد تیم خود را از عراق خارج کند تا از آنها در برابر حمله‌های هوایی ایالات متحده و بریتانیا محافظت کند. که در نهایت از۱۶تا ۱۹ دسامبر۱۹۹۸ انجام شد.

#### بین بازرسی‌ها: ۱۹۹۸–۲۰۰۳
در آگوست ۱۹۹۸، اسکات ریتر در غیاب نظارت مؤثر اظهار داشت که عراق می‌تواند «سلاح‌های بیولوژیکی شیمیایی، موشک‌های بالستیک دوربرد را برای تحویل این سلاح‌های و حتی جنبه‌های خاصی از برنامه سلاح‌های هسته ای خود بازسازی کند.»
در ژوئن۱۹۹۹، ریتر به مصاحبه‌کننده‌ای پاسخ داد و گفت: "وقتی این سوال را می‌پرسید که آیا عراق دارای سلاح‌های بیولوژیکی یا شیمیایی است؟ پاسخ منفی است! این یک نه قاطع است. آیا عراق امروز می‌تواند سلاح‌های شیمیایی را در مقیاس معنادار تولید کند؟ نه! آیا عراق می‌تواند سلاح‌های بیولوژیکی در مقیاس معنادار تولید کند؟ نه! موشک‌های بالستیک؟ نه! در کل "نه" است؛ بنابراین از نظر کیفی، عراق خلع سلاح شده است.» ریتر بعداً برخی از پرسنل کمیسیون ویژه سازمان ملل متحد در عراق را به جاسوسی متهم کرد و به شدت از دولت بیل کلینتون به دلیل سوء استفاده از منابع کمیسیون برای استراق سمع ارتش عراق انتقاد کرد. به گفته ریتر: «عراق امروز (۱۹۹۹) هیچ قابلیت معناداری از سلاح‌های کشتار جمعی ندارد.
در ژوئن ۲۰۰۰، ریتر برای کنترل سلاح‌های امروز مقاله ای با عنوان پرونده خلع سلاح کیفی عراق نوشت. در سال ۲۰۰۱ فیلم مستند او در مورد بازرسی‌های سلاح‌هایی کمیسیون ویژه سازمان ملل متحد در عراق در عراق به نمایش درآمد. این فیلم توسط یک تاجر عراقی-آمریکایی که برای ریتر ناشناس بود، کوپن‌های نفت در برابر غذا را از دولت عراق دریافت کرده بود.
در سال ۲۰۰۲، اسکات ریتر اظهار داشت که تا سال۱۹۹۸٬۹۰ تا ۹۵ درصد از قابلیت‌های هسته‌ای، بیولوژیکی و شیمیایی عراق و موشک‌های بالستیک دوربرد که قادر به حمل چنین سلاح‌هایی هستند، نابود شده‌اند. ریتر گفت که راستی آزمایی ۱۰۰ درصد فنی امکان‌پذیر نیست، نه به این دلیل که عراق هنوز سلاح‌های مخفی دارد، بلکه به این دلیل که عراق پیشگیرانه برخی از انبارها را نابود کرده و ادعا کرده است که هرگز وجود نداشته‌اند. بسیاری از مردم از تغییر دیدگاه ریتر در مورد عراق در دوره ای که هیچ بازرسی صورت نگرفت، شگفت زده شدند.
در طول جنگ ۲۰۰۲–۲۰۰۳، ریتر از دولت بوش انتقاد کرد و اظهار داشت که هیچ مدرک معتبری مبنی بر اینکه عراق توانایی قابل توجهی برای کشتار جمعی کشتار جمعی را بازسازی کرده است ارائه نکرده است. ریتر در مصاحبه ای با تایم در سپتامبر۲۰۰۲ گفت که تلاش‌هایی برای استفاده از کمیسیون ویژه سازمان ملل متحد در عراق برای جاسوسی از عراق وجود دارد.به گزارش رسانه‌های نیویورک تایمز و واشینگتن پست در ۸ ژانویه۱۹۹۹،"در ماه مارس[۱۹۹۸]، در آخرین تلاش برای کشف سلاح‌های و شبکه‌های اطلاعاتی مخفی صدام حسین، ایالات متحده از تیم بازرسی سازمان ملل استفاده کرد. یک جاسوس آمریکایی را برای نصب یک سیستم شنود الکترونیکی بسیار پیچیده به بغداد بفرستید.»
کمیسیون ویژه سازمان ملل متحد در عراق با مشکلات مختلف و عدم همکاری دولت عراق مواجه شد. در سال۱۹۹۸، کمیسیون ویژه سازمان ملل متحد در عراق به درخواست ایالات متحده قبل از عملیات روباه صحرا خارج شد. با وجود این، برآورد خود کمیسیون ویژه سازمان ملل متحد در عراق این بود که ۹۰ تا ۹۵ درصد از سلاح‌های کشتار جمعی عراق قبل از خروج آن در سال۱۹۹۸ با موفقیت نابود شده بود. پس از آن، عراق به مدت چهار سال (از سال۱۹۹۸ تا ۲۰۰۲) بدون هیچ بازرس سلاح‌هایی خارجی باقی ماند. در این مدت گمانه زنی‌ها مبنی بر اینکه عراق فعالانه برنامه‌های کشتار جمعی خود را از سر گرفته است به وجود آمد. به ویژه، شخصیت‌های مختلف در دولت جورج دبلیو بوش و همچنین کنگره تا آنجا پیش رفتند که نسبت به سلاح‌های هسته ای ابراز نگرانی کردند.
در مورد اینکه آیا عراق پس از سال۱۹۹۸ هنوز برنامه‌های کشتار جمعی را داشت یا خیر و اینکه آیا همکاری این کشور با کمیسیون نظارت، راستی‌آزمایی و بازرسی سازمان ملل متحد کامل بوده است یا خیر، اختلاف وجود دارد. هانس بلیکس، بازرس ارشد سلاح‌های، در ژانویه۲۰۰۳ گفت که «دسترسی به تمام سایت‌هایی که ما می‌خواستیم بازرسی کنیم فراهم شده است» و عراق در این زمینه «به خوبی همکاری کرده است»، اگرچه «به‌نظر می‌رسد عراق به‌طور واقعی این توافق را نپذیرفته است». خلع سلاح."در۷مارس، هانس بلیکس در سخنرانی در شورای امنیت اظهار داشت: «در این زمینه، اکنون این سؤال مطرح می‌شود که آیا عراق «فورا، بدون قید و شرط و فعالانه» با سازمان ملل متحد، همانطور که طبق بند۹ قطعنامه۱۴۴۱ لازم است، همکاری کرده است) در حالی که ابتکارات متعددی که اکنون توسط طرف عراقی با هدف حل و فصل برخی از مسایل طولانی مدت خلع سلاح انجام شده است، می‌تواند به عنوان "فعال" دیده شود، این ابتکارات ۳–۴ماه‌ها پس از قطعنامه جدید نمی‌توان گفت که به منزله همکاری "فوری" است. آنها لزوماً همه زمینه‌های مرتبط را نیز پوشش نمی‌دهند."برخی از مقام‌های آمریکایی این بیانیه متناقض را به عنوان اعلامیه عدم انطباق درک کردند.
تقریباً چهار سال پس از خروج سازمان ملل از عراق در سال۱۹۹۸، هیچ بازرسی سلاح‌هایی در عراق انجام نشد و عراق تأکید کرد که هرگز از آنها دعوت نمی‌شود. لاوه بر این، صدام دستور محرمانه‌ای صادر کرده بود که عراق مجبور نیست به هیچ‌یک از قطعنامه‌های سازمان ملل پایبند باشد زیرا از نظر او ایالات متحده قوانین بین‌المللی را زیر پا گذاشته است.
صدام در سال۲۰۰۱ اظهار داشت: «ما اصلاً به دنبال ساخت سلاح یا جستجوی مضرترین سلاح‌ها نیستیم اما هرگز از داشتن سلاح برای دفاع از عراق و ملت عرب تردید نخواهیم کرد».مؤسسه بین‌المللی مطالعات استراتژیک در بریتانیا در سپتامبر۲۰۰۲ دربارهٔ توانایی نظامی عراق به این نتیجه رسید که اگر مواد شکافت‌پذیر از منابع خارجی به دست آید، عراق می‌تواند ظرف چند ماه سلاح‌های هسته‌ای را جمع‌آوری کند. با این حال، مؤسسه بین‌المللی مطالعات استراتژیک همچنین به این نتیجه رسید که بدون چنین منابع خارجی، حداقل سال‌ها طول می‌کشد.
دکتر مهدی عبیدی، که برنامه سانتریفیوژ هسته‌ای صدام را ایجاد کرد که با موفقیت اورانیوم را تا درجه سلاح‌های قبل از جنگ خلیج فارس در سال۱۹۹۱ غنی‌سازی کرد، در مقاله‌ای در نیویورک تایمز اظهار داشت که اگرچه دانشمندان عراقی دانش لازم برای شروع مجدد برنامه هسته‌ای را داشتند، اما در سال۲۰۰۲، این ایده به رؤیایی مبهم از دورانی دیگر تبدیل شده بود.

### جنگ عراق ۲۰۰۳
در اختیار داشتن سلاح‌های کشتار جمعی توسط ایالات متحده به عنوان انگیزه اصلی جنگ عراق ذکر شد.

#### پیش‌درآمد
در اواخر سال ۲۰۰۲، صدام حسین در نامه ای به هانس بلیکس، بازرسان سلاح‌هایی سازمان ملل را به کشور دعوت کرد. پس از آن، قطعنامه ۱۴۴۱ شورای امنیت سازمان ملل متحد صادر شد و اجازه بازرسی‌های جدید در عراق را صادر کرد. ایالات متحده مدعی شد که آخرین اعلامیه سلاح‌هایی عراق، مواد و مهمات را بی‌خبری کرده است. عراقی‌ها ادعا کردند که همه این مواد نابود شده است، چیزی که سال‌ها پیش از آن توسط عالی‌رتبه‌ترین جداشده عراق، حسین کامل المجید بیان شده بود. بر اساس گزارش‌های آژانس بازرسی قبلی سازمان ملل متحد، کمیسیون ویژه سازمان ملل متحد در عراق، عراق ۶۰۰ تن مواد شیمیایی از جمله گاز خردل، وی‌ایکس و سارین تولید کرد. نزدیک به ۲۵۰۰۰موشک و ۱۵۰۰۰گلوله توپ با عوامل شیمیایی هنوز شناسایی نشده است.
در ژانویه۲۰۰۳، بازرسان سلاح‌هایی سازمان ملل گزارش دادند که هیچ نشانه ای مبنی برداشتن سلاح هسته ای یا برنامه فعال عراق پیدا نکرده‌اند. برخی از بازرسان سابق کمیسیون ویژه سازمان ملل متحد در عراق در مورد اینکه آیا ایالات متحده می‌تواند به‌طور قطع بداند که آیا عراق تولید سلاح‌های کشتار جمعی را تجدید کرده است یا خیر، اختلاف نظر دارند. رابرت گالوچی گفت: "اگر عراق [اورانیوم یا پلوتونیوم] داشت، ارزیابی منصفانه این بود که آنها می‌توانستند سلاح هسته‌ای بسازند، و هیچ دلیلی وجود ندارد که فرض کنیم در صورت داشتن آنها متوجه می‌شویم." به‌طور مشابه، بازرس سابق جاناتان تاکر گفت: «هیچ‌کس واقعاً نمی‌داند عراق چه چیزی دارد. شما واقعاً نمی‌توانید از روی یک تصویر ماهواره ای بفهمید که در داخل یک کارخانه چه می‌گذرد." با این حال، هانس بلیکس در اواخر ژانویه۲۰۰۳ گفت که عراق "واقعاً قطعنامه‌های سازمان ملل را که خواستار خلع سلاح این کشور باشد، نپذیرفته است." او ادعا کرد که موادی وجود دارد که به حساب نیامده است. از آنجایی که مکان‌هایی پیدا شده بود که انهدام سلاح‌های شیمیایی را نشان می‌داد، کمیسیون ویژه سازمان ملل متحد در عراق فعالانه با عراق روی روش‌هایی کار می‌کرد تا مطمئن شود که آیا مقادیر تخریب شده با مقادیر تولید شده عراق مطابقت دارد یا خیر.در گزارش فصلی بعدی، پس از جنگ، کل اقلام ممنوعه تخریب شده توسط سازمان ملل متحد در عراق قابل جمع‌آوری است.آنها عبارتند از:
- ۵۰ موشک الصمود ۲ مستقر شد
- تجهیزات مختلف از جمله وسایل نقلیه، موتورها و کلاهک‌های مربوط به موشک‌های آ. اس۲
- ۲ محفظه بزرگ ریخته‌گری پیشران
- ۱۴پوسته‌های ۱۵۵میلی‌متری پر از گاز خردل، گاز خردل در مجموع تقریباً ۴۹لیتر و همچنان خلوص بالایی دارد.
- تقریباً ۵۰۰ میلی لیتر تیودی گلیکول
- حدود ۱۲۲میلی‌متری کلاهک‌های شیمیایی
- برخی تجهیزات شیمیایی
- ۲۲۴٫۶کیلوگرم محیط رشد تاریخ مصرف گذشته

اسکات ریتر در تلاش برای مقابله با این ادعاها مبنی بر اینکه برخی از زرادخانه‌های کشتار جمعی (یا قابلیت‌ها) واقعاً از دید بازرسان پنهان شده است، بعداً استدلال می‌کند.
شکی وجود ندارد که عراق به‌طور کامل به تعهدات خلع سلاح خود که در قطعنامه شورای امنیت بیان شده است، عمل نکرده است. اما از سوی دیگر، از سال۱۹۹۸، عراق اساساً خلع سلاح شده است: ۹۰ تا ۹۵ درصد از ظرفیت سلاح‌های کشتار جمعی عراق به‌طور قابل راستی‌آزمایی از بین رفته است… ما باید به خاطر داشته باشیم که این ۵ تا ۱۰ درصد از دست رفته لزوماً یک تهدید نیست… این بخش‌هایی از یک برنامه سلاح‌هایی است که در مجموع آن مقدار زیادی ندارد، اما همچنان ممنوع است… کتاب در مورد سلاح‌های کشتار جمعی آنها اما به‌طور همزمان، نمی‌توانیم به‌طور منطقی در مورد عدم پایبندی عراق به عنوان نمایانگر حفظ واقعی ظرفیت ممنوعه و شایسته جنگ صحبت کنیم.
ریتر همچنین استدلال کرد که سلاح‌های کشتار جمعی که صدام در تمام آن سال‌ها در اختیار داشت، اگر حفظ می‌شد، مدت‌هاست به مواد بی‌ضرر تبدیل می‌شد. وی با بیان اینکه سارین و تابون عراقی تقریباً پنج سال ماندگاری دارند، وی ایکس کمی بیشتر (اما نه خیلی بیشتر) ماندگاری دارند و در نهایت گفت: سم بوتولینوم و سیاه زخم مایع حدود سه سال ماندگاری دارند.

#### توجیه قانونی

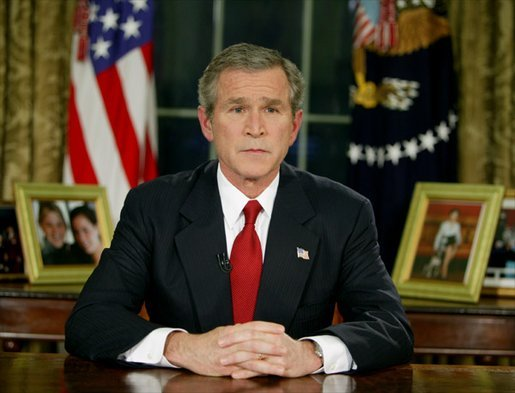
رئیس‌جمهور جورج دبلیو بوش در ۱۹ مارس ۲۰۰۳ از دفتر بیضی شکل به ملت خطاب می‌کند تا آغاز عملیات آزادی عراق را اعلام کند. مردم ایالات متحده و دوستان و متحدان ما در دام رژیم یاغی که صلح را با سلاح‌های کشتار جمعی تهدید می‌کند زندگی نخواهند کرد. کمیته سنا دریافت که بسیاری از اظهارات دولت قبل از جنگ در مورد سلاح‌های کشتار جمعی عراق توسط اطلاعات زیربنایی پشتیبانی نمی‌شد.

در ۱۷ مارس۲۰۰۳، لرد گلداسمیت، دادستان کل بریتانیا، توجیه قانونی دولت خود را برای تهاجم به عراق بیان کرد. وی گفت که قطعنامه۶۷۸ شورای امنیت به نیروی نظامی علیه عراق اجازه می‌دهد که به حالت تعلیق درآمد اما با قطعنامه۶۸۷ خاتمه نیافته و این قطعنامه ادامه تعهدات را بر عراق برای از بین بردن سلاح‌های کشتار جمعی خود تحمیل می‌کند. نقض اساسی قطعنامه۶۸۷ اقتدار استفاده از زور را تحت قطعنامه۶۷۸ احیا می‌کند. شورای امنیت در قطعنامه۱۴۴۱ تشخیص داد که عراق قطعنامه۶۸۷ را نقض می‌کند زیرا به‌طور کامل به تعهدات خود برای خلع سلاح عمل نکرده است. اگرچه قطعنامه۱۴۴۱ به عراق فرصت نهایی برای تبعیت داده بود، دادستان کل بریتانیا گلداسمیت نوشت: «واضح است که عراق نتوانسته است از این امر پیروی کند». اکثر دولت‌های عضو شورای امنیت سازمان ملل متحد تصریح کردند که پس از قطعنامه۱۴۴۱ هنوز هیچ مجوزی برای استفاده از زور وجود ندارد. در واقع، در زمان تصویب۱۴۴۱، هر دو نماینده ایالات متحده و بریتانیا به صراحت اظهار داشتند که ۱۴۴۱ هیچ شرطی برای اقدام نظامی ندارد. به نقل از جان دی. نگروپونته، سفیر وقت ایالات متحده آمریکا گفت:
هیچ حالت اتوماتیکی وجود ندارد و این یک فرایند دو مرحله‌ای است و در این زمینه ما به نگرانی‌های اصلی که برای قطعنامه بیان شده پاسخ داده‌ایم. هر تخلفی که تشخیص داده شود در شورا رسیدگی می‌شود و شورا فرصت دارد قبل از هر اقدام دیگری به موضوع رسیدگی کند.
سفیر بریتانیا در سازمان ملل، سر جرمی گرین استاک، موافق بود:
ما در طول مذاکرات با صدای بلند و واضح نگرانی‌های مربوط به «خودکار بودن» و «محرک‌های پنهان» را شنیدیم. این نگرانی که در مورد تصمیمی بسیار حیاتی نباید در اقدام نظامی عجله کنیم. در مورد تصمیمی بسیار حیاتی، هرگونه تخلف عراقی باید توسط شورا مورد بحث قرار گیرد. اجازه دهید به همان اندازه در پاسخ، به عنوان یکی از حامیان متنی که پذیرفته‌ایم، واضح بگویم: هیچ «حالت اتوماتیکی» در این قطعنامه وجود ندارد.
خود سازمان ملل هرگز این شانس را نداشت که اعلام کند عراق از «فرصت نهایی» خود برای تبعیت استفاده نکرده است، زیرا تهاجم ایالات متحده آن را به موضوعی بحث‌برانگیز تبدیل کرده است. جورج دبلیو بوش رئیس‌جمهور آمریکا اعلام کرد که صدام حسین ۴۸ ساعت فرصت دارد تا از قدرت کناره‌گیری کند و عراق را ترک کند.

#### ائتلاف اطلاعات را گسترش داد
در ۳۰ مه۲۰۰۳،پل ولفوویتز در مصاحبه ای با مجله ونتی فر اظهار داشت که موضوع سلاح‌های کشتار جمعی بزرگ‌ترین نقطه توافق تیم بوش در میان دلایل برکناری صدام حسین از قدرت بود. او گفت: «حقیقت این است که به دلایلی که ارتباط زیادی با بوروکراسی دولت آمریکا دارد، ما روی یک موضوع که همه می‌توانستند روی آن توافق داشته باشند، یعنی سلاح‌های کشتار جمعی به عنوان دلیل اصلی، تصمیم گرفتیم، اما همیشه وجود داشته است. سه نگرانی اساسی بود. یکی سلاح‌های کشتار جمعی، دوم حمایت از تروریسم، سوم رفتار جنایتکارانه با مردم عراق است. در واقع حدس می‌زنم می‌توانید بگویید که چهارمین مورد مهمی وجود دارد که ارتباط بین دو مورد اول است.»
در مصاحبه ای با بی‌بی‌سی در ژوئن ۲۰۰۴، دیوید کی، رئیس سابق گروه بررسی عراق، اظهار نظر زیر را بیان کرد: «هرکسی که در آنجا نگه داشته شود. همان‌طور که من جمع کردم، نخست‌وزیر بلر اخیراً گفته است این چشم‌انداز که در واقع گروه بررسی عراق قصد دارد نقاب از سلاح‌های واقعی کشتار جمعی را آشکار کند، واقعاً توهم آمیز است.»

در سال ۲۰۰۲،اسکات ریتر، بازرس سابق سلاح‌های کمیسیون ویژه سازمان ملل متحد در عراق، به شدت از دولت بوش و رسانه‌ها به دلیل استفاده از شهادت خدر حمزه، دانشمند سابق هسته‌ای عراق که در سال۱۹۹۴ از عراق فرار کرد، به عنوان دلیلی برای حمله به عراق انتقاد کرد:
ما کل سوابق برنامه هسته ای عراق، به ویژه سوابق اداری را ضبط کردیم. نام همه را گرفتیم، کجا کار می‌کردند، چه کار می‌کردند، و در راس لیست، «بمب ساز» صدام [که عنوان کتاب حمزه بود و پس از آن لقب گرفت] فردی به نام جعفر ضیاء جعفر بود، نه خدر حمزه، و اگر در لیست پرسنل ارشد اداری پایین بیایید، نام حمزه را در آنجا پیدا نمی‌کنید. در واقع ما اصلاً نام او را پیدا نکردیم. چون در سال۱۹۹۰ برای برنامه هسته ای عراق کار نمی‌کرد. او هیچ اطلاعی از آن نداشت زیرا به عنوان متخصص رشادت برای حسین کامل در ارگ ریاست جمهوری کار می‌کرد.
او به شمال عراق می‌رود و با احمد چلبی ملاقات می‌کند. وارد می‌شود و می‌گوید من بمب ساز صدام هستم. برای همین به سیا زنگ می‌زنند و می‌گویند ما می‌دانیم تو کی هستی، تو بمب ساز صدام نیستی، برو داستانت را به دیگری بفروش. و او آزاد شد، او توسط همه سرویس‌های اطلاعاتی در آن زمان رد شد، او یک کلاهبردار است.
و اینجا هستیم، کسی که سیا می‌داند کلاهبردار است، دولت ایالات متحده می‌داند که کلاهبردار است، اجازه دارد در مقابل کمیته روابط خارجی سنای ایالات متحده بنشیند و به عنوان شاهد متخصص شهادت دهد. من با آن مشکل داشتم، با رسانه‌های آمریکایی مشکل داشتم، و بارها و بارها به آنها گفته‌ام که این مرد یک کلاهبردار مستند، جعلی است، و با این حال آنها به او اجازه می‌دهند به سی‌ان‌ان، ام‌اس‌ان‌بی‌سی برود. سی‌ان‌بی‌سی، و شهادت دهد که انگار واقعاً می‌داند در مورد چه چیزی صحبت می‌کند.
در ۴ ژوئن۲۰۰۳، سناتور آمریکایی پت رابرتز اعلام کرد که کمیته منتخب اطلاعات ایالات متحده که ریاست آن را برعهده داشت، به عنوان بخشی از نظارت مستمر خود بر جامعه اطلاعاتی، بررسی اطلاعات اطلاعاتی در مورد سلاح‌های کشتار جمعی عراق را انجام خواهد داد. در ۹ ژوئیه۲۰۰۴، کمیته گزارش سنا از اطلاعات پیش از جنگ در مورد عراق را منتشر کرد. در ۱۷ ژوئیه ۲۰۰۳،تونی بلر، نخست‌وزیر بریتانیا، در سخنرانی خود در کنگره آمریکا گفت که تاریخ ایالات متحده و بریتانیا را می‌بخشد، حتی اگر آنها در مورد سلاح‌های کشتار جمعی اشتباه کنند. او همچنان معتقد بود که «با تمام ذائقه و اعتقاد» عراق سلاح‌های کشتار جمعی دارد.
در ۳ فوریه ۲۰۰۴،جک استراو، وزیر امور خارجه بریتانیا، تحقیقات مستقلی را به ریاست لرد باتلر از براکول، برای بررسی قابلیت اطمینان اطلاعات بریتانیا در رابطه با سلاح‌های کشتار جمعی ادعایی در عراق اعلام کرد. بررسی باتلر در ۱۴ ژوئیه ۲۰۰۴ منتشر شد.

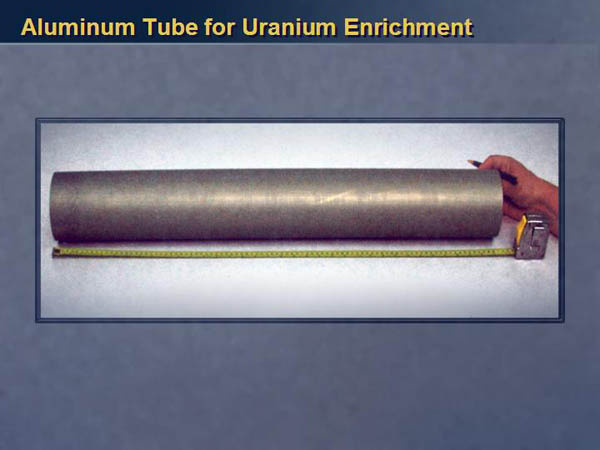
اسلاید ارائه شده توسط کالین پاول وزیر امور خارجه ایالات متحده در شورای امنیت سازمان ملل متحد در پیش از حمله به عراق در سال۲۰۰۳ استفاده شد.

در آغاز جنگ سال۲۰۰۳،نیویورک تایمز چندین داستان را منتشر کرد که ادعا می‌کرد عراق دارای سلاح‌های کشتار جمعی است. یکی از داستان‌هایی که به‌ویژه توسط جودیت میلر نوشته شده بود، به مردم آمریکا کمک کرد که عراق سلاح‌های کشتار جمعی دارد: در سپتامبر۲۰۰۲، او دربارهٔ محموله‌ای از لوله‌های آلومینیومی رهگیری شده نوشت که به گفته نیویورک تایمز برای توسعه مواد هسته‌ای مورد استفاده قرار می‌گرفت.در حال حاضر به‌طور کلی درک می‌شود که آنها برای این هدف در نظر گرفته نشده بودند بلکه برای موشک‌های توپخانه ای بودند.این داستان با حضورهای تلویزیونی توسط کالین پاول، دونالد رامسفلد و کاندولیزا رایس دنبال شد که همگی به این داستان به عنوان بخشی از مبنای اقدام نظامی علیه عراق اشاره کردند. منابع میلر توسط احمد چلبی، تبعیدی عراقی که برای حمله آمریکا به عراق مطلوب بود، به او معرفی شد.میلر همچنین به عنوان سخنران انجمن خاورمیانه، سازمانی که آشکارا از تهاجم حمایت می‌کند، فهرست شده است. در ماه مه۲۰۰۴، نیویورک تایمز سرمقاله‌ای منتشر کرد که در آن بیان می‌کرد که روزنامه‌نگاری آن در دوران جنگ گاهی ضعیف بوده است. به نظر می‌رسد که در مواردی که تبعیدیان عراقی برای داستان‌های مربوط به کشتار جمعی از سلاح‌های کشتار جمعی استفاده می‌شدند یا نسبت به وضعیت واقعی سلاح‌های کشتار جمعی عراق بی‌اطلاع بودند یا برای دستیابی به اهداف خود به روزنامه‌نگاران دروغ می‌گفتند.

با وجود کمبود اطلاعاتی، بوش بر تصمیم خود برای حمله به عراق ایستاد واظهار داشت:
اما چیزی که اشتباه نبود این بود که صدام حسین به کشوری حمله کرده بود، از سلاح‌های کشتار جمعی استفاده کرده بود، او توانایی ساخت سلاح‌های کشتار جمعی را داشت، او به سمت خلبان‌های ما شلیک می‌کرد. او حامی دولتی ترور بود. حذف صدام حسین برای صلح جهانی و امنیت کشور ما کار درستی بود.
پرزیدنت بوش در یک سخنرانی در شورای امور جهانی شارلوت، در۷ آوریل۲۰۰۶ اظهار داشت که «کاملاً درک کرده است که اطلاعات اشتباه بوده است، و [او نیز] به همان اندازه ناامید شده است که سربازان آمریکایی موفق به کشف سلاح‌های کشتار جمعی در عراق نشدند.»
اطلاعات اندکی قبل از تهاجم سال۲۰۰۳ به عراق به عنوان استدلال‌های پشتیبانی به مداخله نظامی مورد استفاده قرار گرفت و گزارش اکتبر۲۰۰۲ سیا در مورد سلاح‌های کشتار جمعی عراق به عنوان قابل اعتمادترین گزارش موجود در آن زمان در نظر گرفته شد.
«بر اساس گزارش سیا، همه کارشناسان اطلاعاتی آمریکا موافق هستند که عراق به دنبال سلاح هسته‌ای است. اینکه صدام حسین می‌خواهد سلاح هسته‌ای تولید کند، تردیدی وجود ندارد.» سناتور جان کری. پرونده کنگره، ۹ اکتبر2002
در ۲۹ می ۲۰۰۳،اندرو گیلیگان صبح زود در برنامه امروز بی‌بی‌سی ظاهر شد. از جمله ادعاهایی که او در گزارش خود مطرح می‌کند، این است که دولت «دستور داد (پرونده سپتامبر، پرونده دولت بریتانیا در مورد سلاح‌های کشتار جمعی) طبقه‌بندی شود، و دستور داد حقایق بیشتری کشف شوند.» این برنامه پخش تکرار نشد.

در ۲۷ مه۲۰۰۳، یک مأموریت حقیقت یاب آژانس اطلاعات دفاعی در عراق به اتفاق آرا به مقام‌های اطلاعاتی در واشینگتن گزارش داد که دو تریلر که در عراق توسط نیروهای کرد دستگیر شده بودند "هیچ ربطی به سلاح‌های بیولوژیکی ندارند." تریلرها بخش مهمی از بحث برای تهاجم سال۲۰۰۳ بود. کالین پاول، وزیر امور خارجه، به شورای امنیت سازمان ملل متحد گفته بود: «ما توصیفات دست اولی از کارخانه‌های تولید سلاح‌های بیولوژیکی روی چرخ و ریل داریم. ما می‌دانیم که تخمیر کننده‌ها چه شکلی هستند. ما می‌دانیم که مخازن، پمپ‌ها، کمپرسورها و سایر قطعات چگونه هستند."تیم پنتاگون پس از تهاجم برای بررسی تریلرها اعزام شده بود. تیم کارشناسان به اتفاق آرا «هیچ ارتباطی با هیچ چیز بیولوژیکی» پیدا نکردند. یکی از کارشناسان به خبرنگاران گفت که آنها به طور خصوصی این تریلرها را "بزرگ‌ترین توالت‌های شنی در جهان" نامیده‌اند. این گزارش طبقه بندی شد و روز بعد، سیا به طور علنی ارزیابی تحلیلگران واشنگتن را منتشر کرد که تریلرها «تولید سلاح‌های بیولوژیکی سیار» هستند. کاخ سفید همچنان در طول سال از تریلرها به عنوان آزمایشگاه‌های بیولوژیکی سیار یاد می‌کرد و گزارش میدانی پنتاگون محرمانه باقی ماند. هنوز محرمانه است، اما گزارش واشنگتن پست در ۱۲ آوریل۲۰۰۶، برخی از جزئیات گزارش را فاش کرد. به گزارش پست:
سخنگوی آژانس اطلاعات دفاعی تاکید کرد که یافته‌های تیم نه نادیده گرفته شده و نه سرکوب شده است، بلکه در کار گروه بررسی عراق، که جستجوی رسمی برای سلاح‌های کشتار جمعی عراق را رهبری می‌کند، گنجانده شده است. گزارش نهایی گروه نظرسنجی در سپتامبر ۲۰۰۴، ۱۵ماه پس از نگارش گزارش فنی گفت این تریلرها برای تولید سلاح‌های بیولوژیکی "غیر عملی" بوده و "تقریباً مطمئناً برای ساخت هیدروژن برای بالون‌های هواشناسی در نظر گرفته شده‌اند.
ژنرال تامی فرانکز گفته است: «فکر می‌کنم هیچ‌کس در این کشور احتمالاً بیشتر از من متعجب نشده بود که از سلاح‌های کشتار جمعی علیه نیروهای ما هنگام حرکت به سمت بغداد استفاده نشد».
در ۶ فوریه ۲۰۰۴، رئیس‌جمهور ایالات متحده، جورج دبلیو بوش، یک کمیسیون اطلاعاتی عراق را به ریاست چارلز راب و لارنس سیلبرمن، برای تحقیق در مورد اطلاعات ایالات متحده، به ویژه در مورد تهاجم سال ۲۰۰۳ به عراق و سلاح‌های کشتار جمعی عراق معرفی کرد. در ۸ فوریه ۲۰۰۴، دکتر هانس بلیکس در مصاحبه‌ای با تلویزیون بی‌بی‌سی، دولت‌های آمریکا و بریتانیا را متهم کرد که تهدید سلاح‌های کشتار جمعی در عراق را به نمایش می‌گذارند تا پرونده جنگ ۲۰۰۳ علیه دولت صدام را تقویت کند.

#### گروه پیمایش عراق
در ۳۰ مه۲۰۰۳، وزارت دفاع ایالات متحده به رسانه‌ها اطلاع داد که آماده است به‌طور رسمی کار گروه بررسی عراق (ISG) را آغاز کند، یک مأموریت حقیقت یاب از ائتلاف اشغالگر عراق به برنامه‌های سلاح‌های کشتار جمعی توسعه یافته توسط. عراق، از گروه ویژه بهره‌برداری ۷۵ بریتانیایی-آمریکایی.
تأسیسات هسته‌ای مختلف، از جمله تأسیسات تحقیقات هسته‌ای بغداد و مرکز تحقیقات هسته‌ای تویتا، در ماه پس از تهاجم به غنیمت گرفته شدند. (Gellman،۳ مه ۲۰۰۳) در ۲۰ ژوئن ۲۰۰۳، آژانس بین‌المللی انرژی اتمی گزارش داد که تن اورانیوم، و همچنین سایر مواد رادیواکتیو مانند توریم، بازیابی شده و اکثریت قریب به اتفاق در محل باقی مانده است. چندین گزارش از بیماری تشعشعات در این منطقه وجود دارد. گفته می‌شود که اسناد و سایت‌های مشکوک سلاح در عراق توسط غارتگران در روزهای پایانی جنگ غارت و سوزانده شده است.
در ۳۰ سپتامبر ۲۰۰۴، گروه بررسی عراق ایالات متحده گزارش نهایی خود را منتشر کرد. از جمله یافته‌های کلیدی آن عبارت بودند از:
1. «صدام حسین چنان بر رژیم عراق تسلط داشت که هدف استراتژیک آن تنها او بود. او می‌خواست تحریم‌ها را با حفظ قابلیت بازسازی سلاح‌های کشتار جمعی خود در زمان لغو تحریم‌ها، پایان دهد.»[۸۹]
2. صدام می‌خواست پس از برداشته شدن تحریم‌ها و تثبیت اقتصاد عراق، قابلیت‌های سلاح‌های کشتار جمعی عراق را - که اساساً در سال ۱۹۹۱ نابود شد - بازسازی کند، اما احتمالاً با ترکیبی متفاوت از توانایی‌ها نسبت به آنچه قبلاً وجود داشت. صدام آرزوی توسعه یک قابلیت هسته‌ای را داشت - به شکلی فزاینده، بدون توجه به فشار بین‌المللی و خطرات اقتصادی ناشی از آن - اما او قصد داشت بر قابلیت‌های موشک بالستیک و جنگ شیمیایی تاکتیکی (CW) تمرکز.[۸۹]
3. «ایران محرک اصلی سیاست [عراق] کشتار جمعی بود. همه مقام‌های ارشد عراقی ایران را دشمن اصلی عراق در منطقه می‌دانستند. تمایل به ایجاد تعادل در اسرائیل و کسب موقعیت و نفوذ در جهان عرب نیز ملاحظاتی بود، اما در درجه دوم اهمیت قرار گرفت.»[۸۹]
4. «رژیم سابق هیچ استراتژی مکتوب رسمی یا برنامه‌ای برای احیای سلاح‌های کشتار جمعی پس از تحریم‌ها نداشت. همچنین گروهی قابل شناسایی از سیاست گذاران یا برنامه ریزان سلاح‌های کشتار جمعی جدا از صدام وجود نداشت. درعوض، جانشینان او می‌دانستند که احیای سلاح‌های کشتار جمعی هدف او از همراهی طولانی‌شان با صدام و اظهارنظرها و راهنمایی‌های شفاهی نادر، اما قاطع او به آنها بود.»[۸۹]
5. به گفته طارق عزیز و دبیر ریاست جمهوری، صدام مانند ایران و اسرائیل، آمریکا را یک دشمن طبیعی نمی‌دانست و امیدوار بود که عراق دوباره از روابط بهتری با ایالات متحده برخوردار شود.[۸۹]
6. شواهدی از بلوغ و اهمیت برنامه هسته‌ای عراق قبل از ۱۹۹۱ اما نشان داد که توانایی عراق برای بازسازی برنامه سلاح‌های هسته‌ای پس از آن تاریخ به تدریج کاهش یافته است.
7. کتمان برنامه هسته ای به‌طور کامل، مانند برنامه BW عراق. بازرسی‌های تهاجمی سازمان ملل پس از طوفان صحرا، صدام را مجبور به اعتراف به وجود برنامه و تخریب یا تسلیم اجزای برنامه کرد.
8. پس از طوفان صحرا، عراق عناصر کلیدی برنامه خود را پنهان کرد و آنچه را که می‌توانست از توانایی‌های حرفه ای جامعه علمی هسته ای خود حفظ کرد.
9. هدف اولیه صدام از سال ۱۹۹۱ تا ۲۰۰۳ لغو تحریم‌های سازمان ملل و در عین حال حفظ امنیت رژیم بود. او به دنبال ایجاد توازن بین نیاز به همکاری با بازرسی‌های سازمان ملل - برای جلب حمایت برای رفع تحریم‌ها - با قصدش برای حفظ سرمایه فکری عراق برای کشتار جمعی با حداقل نفوذ خارجی و از دست دادن چهره بود. در واقع، این هدف تا پایان رژیم باقی ماند، زیرا شروع هر برنامه کشتار جمعی، اعم از آشکار یا غیر آن، خطر خنثی کردن پیشرفت‌های حاصل در کاهش تحریم‌ها و به خطر انداختن پایان سیاسی تحریم و نظارت بین‌المللی را به همراه داشت.»[۸۹]
10. تعداد محدودی از فعالیت‌های پس از سال ۱۹۹۵ پس از لغو تحریم‌ها به بازسازی برنامه سلاح‌های هسته‌ای کمک می‌کرد.

این گزارش نشان داد که «گروه بررسی عراق شواهدی مبنی برداشتن ذخایر سلاح‌های کشتار جمعی توسط صدام در سال ۲۰۰۳ پیدا نکرده است، اما این احتمال هست که برخی سلاح‌های وجود داشته باشد، اگرچه از قابلیت نظامی قابل توجهی برخوردار نیستند.» همچنین به این نتیجه رسید که قصد احتمالی برای از سرگیری همه برنامه‌های سلاح‌های ممنوعه به محض لغو تحریم‌های چندجانبه علیه آن وجود دارد و صدام حسین در آینده به دنبال گسترش سلاح‌های کشتار جمعی است: «مجموعه‌ای از شواهد و مدارک وجود دارد که صدام پس از لغو تحریم‌ها، راهبردی را برای حفظ توانایی بازگشت به سلاح‌های کشتار جمعی دنبال می‌کند."هیچ‌یک از مقام‌های ارشد عراقی که توسط گروه بررسی عراق مصاحبه شده بود، باور نداشت که صدام برای همیشه سلاح‌های کشتار جمعی را رها کرده است.
در ۶ اکتبر ۲۰۰۴، رئیس گروه بررسی عراق (I، چارلز دوئلفر، به کمیته نیروهای مسلح سنای ایالات متحده اعلام کرد که این گروه هیچ مدرکی مبنی بر اینکه عراق در زمان صدام حسین از سال ۱۹۹۱ تاکنون هر گونه سلاح کشتار جمعی تولید و ذخیره کرده است، نیافته است. زمانی که تحریم‌های سازمان ملل اعمال شد.
پس از شروع همکاری با نیروهای آمریکایی در بغداد در سال ۲۰۰۳، دکتر مهدی عبیدی که برنامه سانتریفیوژ هسته‌ای صدام را تا سال ۱۹۹۷ اداره می‌کرد، نقشه‌های یک سانتریفیوژ هسته‌ای را به همراه برخی قطعات واقعی سانتریفیوژ تحویل داد که در خانه‌اش ذخیره شده بود. در حیاط جلویی دفن شد منتظر دستورات بغداد بود.. او گفت: باید برنامه را تا پایان تلخ حفظ می‌کردم. مهندس هسته‌ای عراقی در کتاب خود به نام بمب در باغ من: اسرار مغز متفکر هسته‌ای صدام توضیح می‌دهد که مخفیگاه هسته‌ای او کلیدی بود که می‌توانست قفل برنامه ساخت بمب صدام را باز کند و دوباره شروع کند. با این حال، به سرمایه‌گذاری هنگفت و بازسازی هزاران سانتریفیوژ نیاز دارد تا برنامه غنی سازی کامل داشته باشد.

کی در مصاحبه ای در ۲۶ ژانویه ۲۰۰۴ با تام بروکاو از اخبار ان‌بی‌سی، برنامه‌های سلاح‌های هسته ای، شیمیایی و بیولوژیکی عراق را در مرحله «ابتدایی» توصیف کرد. وی همچنین اظهار داشت: آنچه را که ما پیدا کردیم و دیگران در حال بررسی آن هستند، گروه‌ها و افراد زیادی را پیدا کردیم که از عراق عبور کردند. کی در پاسخ به سؤال بروکاو مبنی بر اینکه آیا عراق همانگونه که پرزیدنت بوش قبل از تهاجم ادعا کرده بود، یک «تهدید تجمعی» است، پاسخ داد:
تام، یک تهدید قریب‌الوقوع یک قضاوت سیاسی است. این یک قضاوت فنی نیست. من فکر می‌کنم که بغداد در دو سال گذشته خطرناک تر از آن چیزی بود که حتی ما تصور می‌کردیم. صدام دیگر جامعه را کنترل نمی‌کرد. در بازار تروریسم و سلاح‌های کشتار جمعی، اگر جنگ مداخله نمی‌کرد، عراق می‌توانست آن تامین‌کننده باشد.
در ژوئن ۲۰۰۴، ایالات متحده ۲تن اورانیوم با غنای پایین را از عراق خارج کرد که ماده خام کافی برای یک سلاح هسته ای بود.
دیمیتریس پریکوس، رئیس وقت سازمان ملل متحد، اظهار داشت که گزارش کی حاوی اطلاعات کمی است که قبلاً توسط سازمان ملل متحد شناخته نشده است. بسیاری از سازمان‌ها، مانند مجله امنیت زیستی و بیوتروریسم، ادعا کرده‌اند که گزارش کی «بدترین تحلیل» است.

#### اسناد ضبط شده
اسناد عملیات آزادی عراق به حدود ۴۸۰۰۰جعبه سند، نوار صوتی و نوار ویدئویی اشاره دارد که در جریان تهاجم سال۲۰۰۳ به عراق توسط ارتش آمریکا ضبط شده است. به نظر می‌رسد بسیاری از این اسناد روشن می‌کنند که رژیم صدام در اواسط دهه۱۹۹۰ از جستجوی قابلیت کشتار جمعی دست کشیده بود. آسوشیتدپرس گزارش داد: «صدام و جانشینانش مکرراً در رونوشت‌ها به یکدیگر یادآوری می‌کنند که عراق در اوایل دهه۱۹۹۰ سلاح‌های شیمیایی و بیولوژیکی خود را نابود کرد و این برنامه‌ها و برنامه بمب هسته‌ای را که هرگز سلاح تولید نکرده بود، تعطیل کرد.» در یکی از جلسه‌های ریاست جمهوری در سال۱۹۹۶، عامر محمد رشید، یکی از مقام‌های ارشد برنامه سلاح‌هایی، گفتگوی خود را با بازرس سلاح‌های سازمان ملل، رولف اکیوس، شرح می‌دهد: «ما چیزی برای پنهان کردن نداریم، بنابراین همه جزئیات را به شما می‌دهیم.» صدام در جلسه دیگری به معاونانش گفت: «ما ۱۰۰درصد با قطعنامه‌ها همکاری کردیم و همه شما این را می‌دانید و ۵درصدی که ادعا می‌کنند ما اجرا نکرده‌ایم ممکن است ۱۰سال طول بکشد تا (تأیید) آن‌ها. یک دقیقه هم فکر نکنید که ما هنوز سلاح کشتار جمعی داریم. ما چیزی نداریم.» پیتر هوکسترا، نماینده کنگره ایالات متحده از دولت ایالات متحده خواست تا اسناد باقیمانده را در اینترنت قرار دهد تا عرب زبانان در سراسر جهان بتوانند به ترجمه اسناد کمک کنند.

#### کشف هاو حوادث پس از جنگ
از زمان تهاجم به عراق در سال ۲۰۰۳، گزارش‌های متعددی از کشف سلاح‌های شیمیایی، از جمله ۱۲ مورد در طول تهاجم، اعلام شد.
در آوریل۲۰۰۳، تفنگداران دریایی ایالات متحده به‌طور تصادفی با تعدادی ساختمان برخورد کردند که سطوح غیرعادی تشعشع از خود ساطع می‌کردند. پس از بازرسی دقیق، سربازان «بسیاری، بسیار طبل» حاوی اورانیوم کم عیار را کشف کردند که به نام کیک زرد نیز شناخته می‌شود. به گفته یک کارشناس آشنا با بازرسی‌های هسته‌ای سازمان ملل، نیروهای آمریکایی به مرکز تحقیقات هسته‌ای تویتا رسیده بودند و مواد مورد بررسی مستند شده، در ظروف در بسته و تحت نظارت آژانس بین‌المللی انرژی اتمی از سال۱۹۹۱ نگهداری این مواد در ژوئیه ۲۰۰۸ به خارج از عراق منتقل شد و در معامله ای به ارزش «ده‌ها میلیون دلار» به تولیدکننده اورانیوم کانادایی کامیکو فروخته شد.
یک مورد پس از جنگ در ۹ ژانویه۲۰۰۴ رخ داد، زمانی که کارشناسان مهمات ایسلندی و مهندسان نظامی دانمارکی ۳۶گلوله خمپاره ۱۲۰میلی‌متری حاوی مایع مدفون در جنوب عراق را کشف کردند. در حالی که آزمایش‌های اولیه حاکی از آن بود که گلوله‌ها حاوی یک عامل تاول هستند، تجزیه و تحلیل بعدی توسط متخصصان آمریکایی و دانمارکی نشان داد که هیچ عامل شیمیایی وجود ندارد.
در ۲می۲۰۰۴، یک گلوله حاوی گاز خردل در وسط خیابانی در غرب بغداد پیدا شد. تحقیقات گروه بررسی عراق گزارش داد که این گاز قبلاً به‌طور نامناسب ذخیره شده بود و بنابراین گاز به عنوان یک عامل شیمیایی مفید «بی اثر» بود. مقام‌های وزارت دفاع اظهار داشتند که مطمئن نیستند که آیا قرار است از این وسیله به عنوان بمب استفاده شود یا خیر.
در ۱۶ مه ۲۰۰۴، یک ۱۵۲گلوله توپخانه میلی‌متری به عنوان یک بمب دست‌ساز مورد استفاده قرار گرفت. گلوله منفجر شد و دو سرباز آمریکایی به دلیل مواجهه جزئی با یک عامل عصبی (تهوع و گشاد شدن مردمک) تحت درمان قرار گرفتند. در ۱۸ مه توسط مقام‌های اطلاعاتی وزارت دفاع ایالات متحده گزارش شد که آزمایش‌ها نشان داد که گلوله دو محفظه حاوی عامل شیمیایی سارین است، این گلوله «احتمالاً» حاوی ۳تا ۴لیتر از این ماده (به شکل دو ماده) است. مواد شیمیایی پیش ساز مخلوط نشده قبل از انفجار فوق‌الذکر که به‌طور مؤثر آنها را با هم مخلوط نکرده بودند). دیوید کی، بازرس سابق سلاح‌های ایالات متحده، به آسوشیتدپرس گفت: «او شک داشت که گلوله یا عامل اعصاب از یک انبار مخفی آمده باشد، اگرچه او این احتمال را رد نکرد.» کی همچنین احتمال داد که این گلوله «یک یادگار قدیمی باشد که زمانی که صدام گفت چنین سلاح‌هایی را در اواسط دهه۱۹۹۰ منهدم کرده است، نادیده گرفته شد.»به گفته سرتیپ، احتمالاً شورشیانی که بمب را کار گذاشته بودند نمی‌دانستند که حاوی سارین است. ژنرال مارک کیمیت و یکی دیگر از مقام‌های آمریکایی تأیید کردند که این گلوله دارای علائم شیمیایی نیست.گروه بررسی عراق بعداً به این نتیجه رسید که پوسته «احتمالاً از دسته ای منشأ گرفته است که در اواخر دهه۱۹۸۰ در زیرزمین در استان مثنی به منظور آزمایش نشت ذخیره شده بود.»
در مقاله ای در ۲ ژوئیه ۲۰۰۴، که توسط آسوشیتدپرس و فاکس نیوز منتشر شد، گزارش شد که کلاهک‌های گاز سارین متعلق به آخرین جنگ ایران و عراق در جنوب مرکزی عراق توسط متفقین لهستان پیدا شده است. سربازان لهستانی مهمات را در ۲۳ ژوئن۲۰۰۴ ایمن کردند، اما معلوم شد که کلاهک‌ها در واقع حاوی گاز سارین نبودند، اما «همه خالی بودند و برای هر نوع مواد شیمیایی تست شده بودند» و معلوم شد که لهستانی‌ها دارای گاز سارین هستند. پوسته‌ها را هر کدام ۵۰۰۰دلار خرید.
در سال ۲۰۰۴، صدها کلاهک شیمیایی از صحرای نزدیک مرز ایران و عراق کشف شد. بر اساس گزارش واشینگتن پست، این مهمات «در نزدیکی مرز ایران دفن شده بود، و پس از مدت‌ها توسط نیروهای عراقی در طول جنگ هشت ساله خود با ایران فراموش شده بود». مقام‌های این کشف را به عنوان مدرکی دال بر یک برنامه سلاح‌هایی در حال انجام که گمان می‌رفت قبل از شروع تهاجم وجود داشته است، ندانستند.
دولت عراق در سال۲۰۱۴ به سازمان ملل اطلاع داد که شورشیان وابسته به گروه تروریستی دولت اسلامی کنترل تشکیلات دولت مثنی از جمله یک انبار سلاح‌های شیمیایی در شمال غرب بغداد را به دست گرفتند. پس از جنگ خلیج فارس در سال۱۹۹۱، این تأسیسات تا حدی ویران شد و تحت نظارت کمیسیون ویژه سازمان ملل متحد در عراق قرار گرفت. در زمان خروج از آن در سال۱۹۹۹، حدود ۲۵۰۰موشک پر از سارین در آن قرار داشت. سازمان ملل گفت که مهمات «کیفیت پایین» بوده و «بعد از سالها نگهداری تحت شرایط موجود در آنجا تا حد زیادی تخریب می‌شوند.»

##### ۲۰۰۵: عملیات بخل
در سال ۲۰۰۵، سیا با سپاه اطلاعات ارتش در تماس با یک فرد عراقی ناشناس که اطلاعات و دارایی از انبارهای سلاح شیمیایی و مهمات باقیمانده در عراق مربوط به برنامه سلاح‌های رها شده این کشور را در اختیار داشت، همکاری کرد. متخصصان بهره‌برداری از مواد خارجی از گردان ۲۰۳ اطلاعات نظامی و همچنین متخصصان شیمیایی و واحدهای خنثی سازی مهمات وظیفه کمک به انهدام سلاح‌های کشف شده را داشتند. در نهایت، حداقل ۴۰۰موشک بوراک به دست آمد و منهدم شد.
مشخص نیست که این فرد چگونه انبار خود را به دست آورده است. بسیاری از سلاح‌ها به شدت تخریب شده بودند و خالی یا مایع غیر کشنده بودند، اما برخی از سلاح‌های تجزیه‌وتحلیل‌شده نشان داد که غلظت عوامل اعصاب بسیار بالاتر از آن اطلاعات نظامی در ابتدا گفته شده بود، با بالاترین «خلوص عامل تا ۲۵درصد برای سلاح‌های سارین یونیتی بازیابی شده»حداقل یک بار فروشنده ناشناس اقدام به فروش سلاح با اجزای شیمیایی جعلی کرد. علاوه بر این، او یک بار «با بچه‌های اطلاعات تماس گرفت تا به آنها بگوید که آنها را به شورشیان تحویل خواهد داد مگر اینکه آنها را تحویل بگیرند.»

##### ۲۰۰۶: جلسه استماع کمیته نیروهای مسلح مجلس نمایندگان
در ۲۱ ژوئن ۲۰۰۶، کمیته اطلاعاتی منتخب مجلس نمایندگان ایالات متحده نکات کلیدی را از گزارش طبقه‌بندی شده که توسط مرکز اطلاعات زمینی ملی در مورد بازیابی سلاح‌های شیمیایی در عراق ارائه شده بود،منتشر کرد. در خلاصه‌ای که از طبقه‌بندی خارج شده بود، آمده بود که «از سال۲۰۰۳، نیروهای ائتلاف تقریباً ۵۰۰مهمات سلاح حاوی خردل یا عامل عصبی سارین تخریب‌شده را کشف کرده‌اند. تصور می‌شد که تمام سلاح‌ها در دهه۱۹۸۰ ساخته شده و به جنگ عراق با ایران برمی گردد. این گزارش سناتور آمریکایی ریک سنتوروم را بر آن داشت تا یک کنفرانس مطبوعاتی برگزار کند و در آن اعلام کرد «ما سلاح‌های کشتار جمعی در عراق پیدا کرده‌ایم.»
در طول جلسه کمیته نیروهای مسلح مجلس نمایندگان که برای بحث در مورد این موضوع تشکیل شد، فرمانده مرکز، سرهنگ ارتش جان چیو، توضیح داد که مهمات «در بیشتر موارد به شدت خورده شده‌اند [و] برخی از آنها عمداً منهدم شده‌اند، اگر بخواهید، برای جلوگیری از تخریب آنها. استفاده شده.» با این وجود، در پاسخ به سؤالی از عضو کمیته، کرت ولدون، سرهنگ. چوی موافقت کرد که مهمات با تعریف فنی سلاح‌های کشتار جمعی مطابقت دارد. «اینها سلاح‌های شیمیایی هستند که در کنوانسیون سلاح‌های شیمیایی تعریف شده‌اند و بله، قربان، آنها سلاح‌های کشتار جمعی را تشکیل می‌دهند.»دیوید کی، کارشناس سلاح‌های، که در مقابل کمیته نیز حاضر شد، با این ارزیابی مخالفت کرد و مدعی شد که هر سلاح شیمیایی تولید شده توسط عراق در دهه۱۹۸۰، امروز به عنوان یک سلاح کشتار جمعی قابل دوام باقی نمی‌ماند. کی گفت این عامل شیمیایی، اگرچه خطرناک است، اما «سمی کمتر از بسیاری از چیزهایی است که آمریکایی‌ها در این مرحله زیر سینک آشپزخانه خود دارند». چارلز دوئلفر، کارشناس سلاح‌های، در گفتگو با رادیو عمومی ملی ملی گفت‌وگوی ملت، موافق بود: «ما در گزارش [گروه بررسی عراق] گفتیم که احتمالاً چنین مهمات شیمیایی همچنان یافت می‌شود. اما آنهایی که پیدا شده از جنگ ایران و عراق به جا مانده است. آنها تقریباً ۲۰ ساله هستند و در حالت پوسیده هستند. بسیار جالب است که تعداد زیادی وجود دارد که شناسایی نشده‌اند، اما آنها سلاح کشتار جمعی نیستند، اگرچه می‌توانند یک خطر محلی باشند.
در سپتامبر همان سال، گزارش کمیته منتخب اطلاعات در مورد یافته‌های پس از جنگ بیان کرد که چنین کشف‌هایی با ارزیابی گروه بررسی عراق مطابقت دارد که «عراق و نیروهای ائتلاف به کشف تعداد کمی از سلاح‌های شیمیایی تخریب‌شده ادامه خواهند داد که رژیم سابق آنها را به اشتباه انداخته است. یا قبل از سال۱۹۹۱ به‌طور نامناسب تخریب شده است. گروه بررسی عراق معتقد است که بخش عمده ای از این سلاح‌ها احتمالاً در طول جنگ ایران و عراق رها شده، فراموش شده و گم شده‌اند، زیرا ده‌ها هزار مهمات در امتداد جبهه نبرد که اغلب و به سرعت در حال تغییر هستند مستقر شده‌اند.»

#### گزارش تحقیقی نیویورک تایمز
در اکتبر ۲۰۱۴،نیویورک تایمز گزارش داد که تعداد کل مهمات کشف شده از سال ۲۰۰۳ به ۴۹۹۰ افزایش یافته است و نیروهای نظامی ایالات متحده در طی فرایند خنثی سازی و انهدام در معرض و مجروح شده‌اند.سربازان آمریکایی که قرار گرفتن در معرض گاز خردل و سارین را گزارش می‌کردند، مدعی بودند که مجبور بودند قرار گرفتن در معرض آنها را مخفی نگه دارند، گاهی اوقات با وجود درخواست فرماندهان خود از پذیرش در بیمارستان و تخلیه خانه خودداری می‌کردند. یک گروهبان سابق گفت: «کاملاً به ما گفته شد که در مورد آن صحبت نکنیم» توسط یک سرهنگ.شرکت کنندگان گفتند: «همه [مهمات] قبل از سال۱۹۹۱ ساخته شده بودند. کثیف، زنگ زده یا خورده، بخش بزرگی از آنها را نمی‌توان به راحتی به عنوان سلاح‌های شیمیایی شناسایی کرد. برخی از آنها خالی بودند، اگرچه بسیاری از آنها هنوز حاوی عامل قوی خردل یا سارین باقی مانده بودند. اکثر آنها نمی‌توانستند آنطور که طراحی شده بودند مورد استفاده قرار گیرند، و هنگامی که آنها پاره شدند، عوامل شیمیایی را در یک منطقه محدود پراکنده کردند."
بر اساس این گزارش تحقیقاتی، «بسیاری از حوادث سلاح‌های شیمیایی در اطراف ویرانه‌های مؤسسه دولتی المثنی، مرکز تولید مواد شیمیایی عراق در دهه۱۹۸۰، جمع شده است». این تأسیسات پس از جنگ اول خلیج فارس تحت نظارت بازرسان سلاح‌هایی سازمان ملل متحد قرار گرفت و تقریباً ۲۵۰۰مهمات شیمیایی خورد شده را در خود جای داده بود، اما مجموعه ساختمانی وسیع با شروع جنگ در سال۲۰۰۳ بدون سرنشین رها شد و مورد غارت قرار گرفت.شرکت کنندگان در کشف هادلیل دیگری را برای پنهان کردن آنها عنوان کردند، زیرا برخی از پوسته‌های شیمیایی «به نظر می‌رسد که در ایالات متحده طراحی شده‌اند، در اروپا ساخته شده‌اند و خطوط تولید مواد شیمیایی ساخته شده در عراق توسط شرکت‌های غربی را پر کرده‌اند.»

### اعلامیه ۲۰۰۹
به گفته روجلیو پیفیرتر، مدیر کل سازمان منع سلاح‌های شیمیایی، عراق در سال۲۰۰۹ به عضویت کنوانسیون سلاح‌های شیمیایی درآمد و اعلام کرد که «دو پناهگاه حاوی مهمات سلاح‌های شیمیایی پر و پر نشده، برخی پیش سازها، و همچنین پنج تأسیسات سابق تولید سلاح‌های شیمیایی». در آن زمان هیچ برنامه ای برای انهدام این مواد اعلام نشد، اگرچه اشاره شد که سنگرها در جنگ۲۰۰۳ آسیب دیده‌اند و حتی بازرسی از محل باید به دقت برنامه‌ریزی شود.
مایکل لوهان، سخنگوی سازمان منع سلاح‌های شیمیایی اشاره کرد که این بیانیه هیچ غافلگیرکننده ای نداشت. تأسیسات تولیدی در طی درگیری۱۹۹۱ توسط حمله‌های هوایی از کار افتادند، در حالی که پرسنل سازمان ملل پس از آن مهمات شیمیایی را در پناهگاه‌ها امن کردند. لوهان در آن زمان اظهار داشت: «اینها سلاح‌های بقایای میراثی هستند.» او از بحث دربارهٔ تعداد اسلحه‌ها در پناهگاه‌ها یا مواد موجود در آنها خودداری کرد. اعتقاد بر این بود که سلاح‌ها در حالت قابل استفاده نیستند.

## ادراک عمومی
در مطالعه‌ای که در سال۲۰۰۵ منتشر شد، گروهی از محققان تأثیرات گزارش‌ها و بازپس‌گیری‌های رسانه‌ها را بر حافظه مردم در مورد جستجوی سلاح‌های کشتار جمعی در عراق در طول جنگ عراق در سال۲۰۰۳ ارزیابی کردند. این مطالعه بر روی جمعیت دو کشور ائتلاف (استرالیا وایالات متحده آمریکا) و یک کشور مخالف جنگ (آلمان) متمرکز بود. این منجر به سه نتیجه شد:
1. تکرار خبرهای آزمایشی، حتی اگر متعاقباً تأیید نشود، می‌تواند به ایجاد خاطرات نادرست در بخش قابل توجهی از مردم کمک کند.
2. هنگامی که اطلاعات منتشر می‌شود، تصحیح بعدی آن باورهای مردم را تغییر نمی‌دهد، مگر اینکه آنها در مورد انگیزه‌های نهفته در رویدادهایی که اخبار دربارهٔ آنها هستند مشکوک باشند.
3. وقتی مردم اصلاحات را نادیده می‌گیرند، صرف نظر از اینکه چقدر مطمئن هستند که اصلاحات اتفاق افتاده است، این کار را انجام می‌دهند.

در یک نظرسنجی که بین ژوئن و سپتامبر۲۰۰۳ انجام شد، از مردم پرسیدند که آیا آنها فکر می‌کنند که از زمان پایان جنگ، شواهدی از سلاح‌های کشتار جمعی در عراق کشف شده است. همچنین از آنها پرسیده شد که به کدام منابع رسانه ای اعتماد کرده‌اند. کسانی که اخبار خود را عمدتاً از فاکس نیوز دریافت کردند، سه برابر بیشتر از کسانی که برای اخبار خود به پی‌بی‌اس و ان‌پی‌آر تکیه می‌کردند، معتقد بودند که شواهدی از سلاح‌های کشتار جمعی در عراق کشف شده است و یک سوم بیشتر از کسانی که عمدتاً سی بی اس را تماشا می‌کردند.
| منبع رسانه      | پاسخ دهندگانی که معتقد بودند شواهدی از سلاح‌های کشتار جمعی در عراق پیدا شده بود |
| فاکس            | ۳۳٪                                                                            |
| سی بی اس        | ۲۳٪                                                                            |
| ان بی سی        | ۲۰٪                                                                            |
| سی ان ان        | ۲۰٪                                                                            |
| ای بی سی        | ۱۹٪                                                                            |
| رسانه چاپی      | ۱۷٪                                                                            |
| پی‌بی‌اس و ان‌پی‌آر | ۱۱٪                                                                            |

بر اساس یک سری از نظرسنجی‌های انجام شده از ژوئن تاسپتامبر ۲۰۰۳.